# 薩爾塔傑·阿齊茲
薩爾塔傑·阿齊茲（英語：Sartaj Aziz，1929年2月7日—2024年1月2日），是一名巴基斯坦政治人物和经济学家。他曾經擔任巴基斯坦外交事務顾问、财政部部长和国家安全顾问等。他亦是納瓦茲·謝里夫三任總理的內閣閣員。